# Mohammed Fuseini
Mohammed Gadafi Fuseini (Ghana, 16 de mayo de 2002) es un futbolista ghanés que juega de delantero en el Royale Union Saint-Gilloise de la Primera División de Bélgica.

## Trayectoria
Se trasladó del club ghanés Right to Dream Academy a Austria para fichar por el SK Sturm Graz en febrero de 2022, donde se incorporó al equipo de reservas. Durante su primera temporada disputó 14 partidos en la Regionalliga Mitte para el Sturm II, hacia el final de la temporada 2021-22. Al final de la temporada, el SK Strum Graz II se proclamó campeón de la segunda división.
Antes de la temporada 2022-23 fue ascendido al primer equipo. En julio de 2022, sin embargo, disputó su primer partido de la temporada en la segunda división al ser incluido en el once inicial contra el Horn en la primera jornada de esa temporada. Aunque el Strum II perdió por 2-1, marcó el gol de Grazer.
Debutó con el primer equipo en la Liga de Campeones de la UEFA en la derrota por 2-1 en casa ante el FC Dynamo Kyiv, entrando en el minuto 102 de la prórroga por Jon Gorenc Stanković.
El 13 de agosto de 2022 marcó su segundo gol de la temporada, en la victoria por 5-2 del Sturm Graz II sobre el SKN St. Pölten en la 2. Liga.
El 29 de noviembre de 2022 amplió su contrato con el SK Sturm Graz hasta 2026.
El 28 de enero de 2024 fichó por el Randers F. C. en calidad de cedido con opción de compra. Tras una excelente cesión en el Randers en la cual obtuvo una asistencia y nueva anotaciones en 16 partidos, el Randers intentó de manera persistente de comprar a Fuseini libre, pero sin éxito. Por lo tanto, Fuseini regresó al Sturm Graz, el cual había recibido mucho interés de clubes foráneos tras la buena temporada de Fuseini en el Randers.
Durante su ausencia, el Sturm Graz se proclamó campeón de la Bundesliga austriaca 2023-24. Obtuvo la medalla de campeón de liga por jugar 11 partidos de Bundesliga.
En julio de 2024 firmó un contrato permanente de tres años con el Royale Union Saint-Gilloise.

## Estadísticas

### Clubes
Actualizado al último partido disputado el 7 de noviembre de 2024.
| Club                                  | Div.          | Temporada     | Liga  | Liga  | Liga   | Copas nacionales | Copas nacionales | Copas nacionales | Copas internacionales | Copas internacionales | Copas internacionales | Total | Total | Total  |
| Club                                  | Div.          | Temporada     | Part. | Goles | Asist. | Part.            | Goles            | Asist.           | Part.                 | Goles                 | Asist.                | Part. | Goles | Asist. |
| ------------------------------------- | ------------- | ------------- | ----- | ----- | ------ | ---------------- | ---------------- | ---------------- | --------------------- | --------------------- | --------------------- | ----- | ----- | ------ |
| SK Sturm Graz II · Austria            | 3.ª           | 2021-22       | 14    | 3     | 0      | —                | —                | —                | —                     | —                     | —                     | 14    | 3     | 0      |
| SK Sturm Graz II · Austria            | 2.ª           | 2022-23       | 20    | 8     | 4      | —                | —                | —                | —                     | —                     | —                     | 20    | 8     | 4      |
| SK Sturm Graz II · Austria            | 2.ª           | 2023-24       | 3     | 0     | 0      | —                | —                | —                | —                     | —                     | —                     | 3     | 0     | 0      |
| SK Sturm Graz II · Austria            | Total club    | Total club    | 37    | 11    | 4      | 0                | 0                | 0                | 0                     | 0                     | 0                     | 37    | 11    | 4      |
| SK Sturm Graz · Austria               | 1.ª           | 2022-23       | 7     | 2     | 0      | 2                | 0                | 0                | 3                     | 0                     | 0                     | 12    | 2     | 0      |
| SK Sturm Graz · Austria               | 1.ª           | 2023-24       | 11    | 1     | 0      | 1                | 0                | 0                | 3                     | 0                     | 0                     | 15    | 1     | 0      |
| SK Sturm Graz · Austria               | Total club    | Total club    | 18    | 3     | 0      | 3                | 0                | 0                | 6                     | 0                     | 0                     | 27    | 3     | 0      |
| Randers F. C. Dinamarca               | 1.ª           | 2023-24       | 16    | 9     | 1      | —                | —                | —                | —                     | —                     | —                     | 16    | 9     | 1      |
| Randers F. C. Dinamarca               | Total club    | Total club    | 16    | 9     | 1      | 0                | 0                | 0                | 0                     | 0                     | 0                     | 16    | 9     | 1      |
| Royale Union Saint-Gilloise · Bélgica | 1.ª           | 2024-25       | 11    | 4     | 1      | 0                | 0                | 0                | 3                     | 0                     | 0                     | 14    | 4     | 1      |
| Royale Union Saint-Gilloise · Bélgica | Total club    | Total club    | 11    | 4     | 1      | 0                | 0                | 0                | 3                     | 0                     | 0                     | 14    | 4     | 1      |
| Total carrera                         | Total carrera | Total carrera | 82    | 27    | 6      | 3                | 0                | 0                | 9                     | 0                     | 0                     | 94    | 27    | 6      |

## Palmarés

### Títulos nacionales
| Título                      | Club                 | País    | Año  |
| --------------------------- | -------------------- | ------- | ---- |
| Copa de Austria             | SK Sturm Graz        | Austria | 2023 |
| Primera División de Bélgica | Union Saint-Gilloise | Bélgica | 2025 |